# Buchtarminská přehrada
Buchtarminská přehrada (rusky Бухтарминское водохранилище) je přehradní nádrž na území Východokazašské oblasti v Kazachstánu. Přehradní jezero na řece Irtyš za hrází Buchtarminské hydroelektrárny se začalo naplňovat v roce 1960 a od roku 1966 je využíváno jako dlouhodobý regulátor průtoku. Skládá se ze dvou částí:
- říční (v údolí Irtyše)
- jezerní (na jezeře Zajsan, jehož plocha se po vytvoření přehrady značně zvětšila)

Přehradní jezero má rozlohu 5 500 km². Je více než 500 km dlouhé a maximálně 35 km široké. Průměrná hloubka je 9,6 m. Má objem 53 km³. V dolinách řek Buchtarma, Narym a v Mončekurské propadlině vznikly zálivy dlouhé 30 až 50 km a široké do 10 km.

## Vodní režim
Přehrada má velký význam pro výrobu energie jak v Buchtarminské a Usť-Kamenogorské hydroelektrárně tak i v níže položených hydroelektrárnách. Každý rok na jaře se z přehrady odpouští voda za účelem zavlažení několika set tisíc luk ve Východokazašské, Pavlodarské a dalších oblastech. Přehrada vytvořila hlubokou vodní cestu a zlepšila podmínky pro lodní dopravu po Irtyši do Omsku. Je zde rozvinuté rybářství (kapři, cejni, jeseterovité ryby).